# Blink (silnik)
Blink – silnik przeglądarki internetowej opracowany przez Google jako część projektu Chromium, zaprezentowany w kwietniu 2013 roku. Jest to fork komponentu WebCore silnika WebKit (od rewizji 147503). Wykorzystywany jest m.in. w przeglądarce Chrome (od wersji 28), Opera (od wersji 15), Vivaldi, Yandex Browser i Microsoft Edge (od wersji 79).